# HLFH Drużkiwka
HLFH Drużkiwka (ukr. ГЛФГ [Гурток любителів футбольної гри] Дружківка) – ukraiński klub piłkarski z siedzibą w mieście Drużkiwka, w obwodzie donieckim, na wschodzie kraju, działający w latach 1911–1914.

## Historia
Chronologia nazw:
- 1911: HLFH Drużkiwka (ukr. ГЛФГ [Гурток любителів футбольної гри] Дружківка, ros. КЛФИ [Кружок любителей футбольной игры] Дружковка)
- 1914: klub rozwiązano

Drużyna piłkarska HLFH lub KLFI została założona w Drużkiwce w 1911 roku (niektóre źródła podają 1908 rok) i reprezentowała miejscowy zakład budowy maszyn. W 1913 roku debiutowała w mistrzostwach Futbolowej Ligi Donbasu oraz rozgrywkach Pucharu Donbasu. W 1914 zespół po raz drugi i ostatni startował w mistrzostwach Donbasu. Potem klub został rozwiązany.

## Sukcesy
- wicemistrz Donbasu (1): 1913
- finalista Pucharu Donbasu (1): 1913.